# 上希熱米耶區
58°00′39″N 46°06′05″E / 58.01083°N 46.10139°E
上希熱米耶區（俄语：Верхошижемский район），是俄羅斯的一個區，位於該國西部，由基洛夫州負責管轄，面積2,415平方公里，2010年人口9,483，人口密度每平方公里3.93人。